# Nisrine Dinar
Pour les articles homonymes, voir Dinar (homonymie).
Nisrine Dinar, née le 14 janvier 1988, est une athlète marocaine spécialiste du saut à la perche. Elle remporte la médaille d'or aux championnats d'Afrique 2010.

## Biographie
Son record personnel est de 4,05 m obtenu le 16 juillet 2006 à Rabat.

## Palmarès
| Date | Compétition            | Lieu         | Résultat | Marque |
| ---- | ---------------------- | ------------ | -------- | ------ |
| 2004 | Championnats d'Afrique | Brazzaville  | 4e       | 3,50 m |
| 2004 | Jeux panarabes         | Alger        | 2e       | 3,50 m |
| 2006 | Championnats d'Afrique | Bambous      | 2e       | 3,60 m |
| 2007 | Jeux panarabes         | Le Caire     | 2e       | 3,80 m |
| 2008 | Championnats d'Afrique | Addis-Abeba  | 2e       | 3,80 m |
| 2010 | Championnats d'Afrique | Nairobi      | 1re      | 3,70 m |
| 2011 | Jeux panarabes         | Doha         | 1re      | 3,91 m |
| 2014 | Championnats d'Afrique | Marrakech    | 2e       | 3,80 m |
| 2015 | Championnats panarabes | Madinat 'Isa | 2e       | 3,70 m |
| 2016 | Championnats d'Afrique | Durban       | 3e       | 3,60 m |

## Records
| Épreuve | Marque | Lieu  | Date            |
| ------- | ------ | ----- | --------------- |
| Perche  | 4,05 m | Rabat | 16 juillet 2006 |